# Hochseeflotte

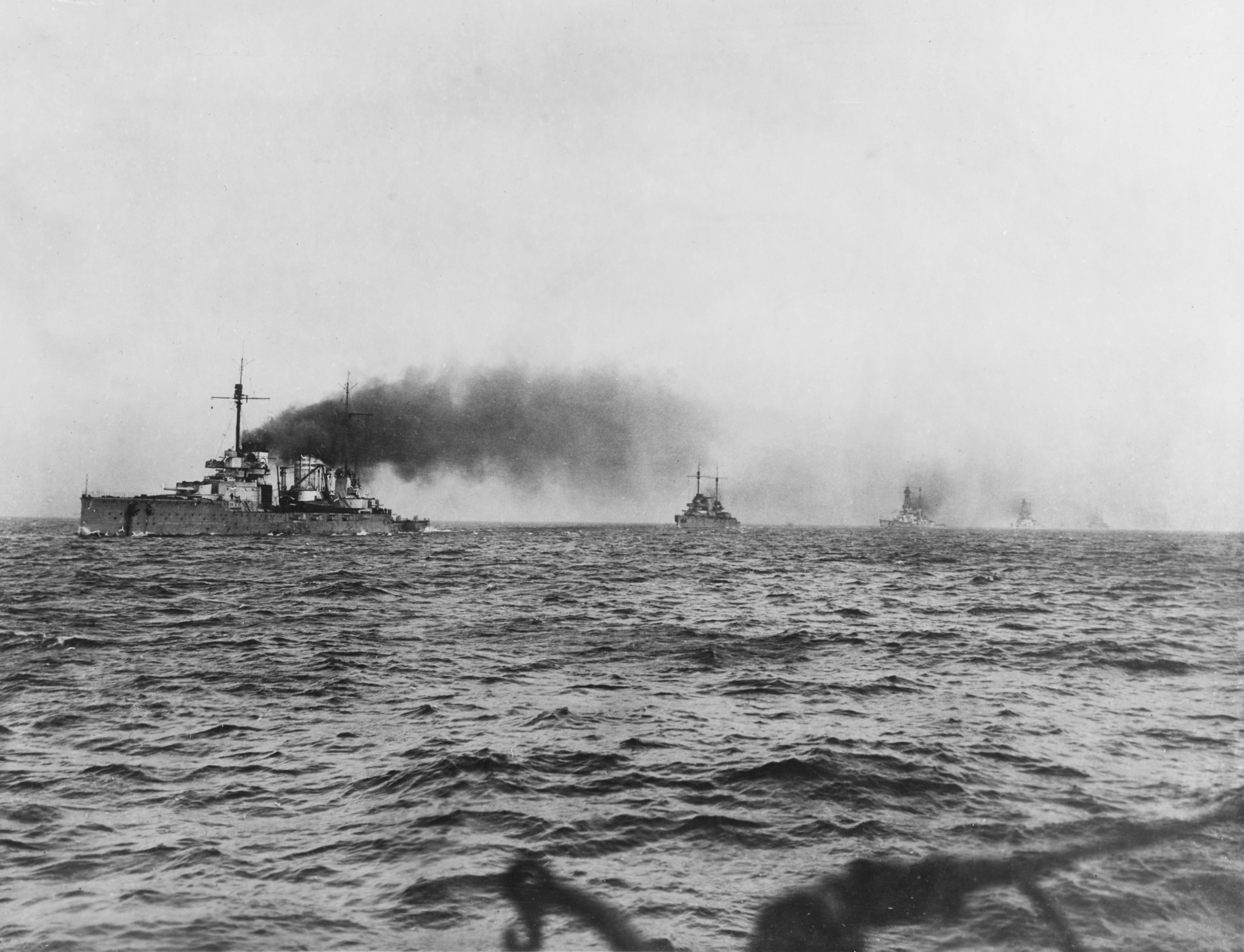
De Hochseeflotte op weg naar Scapa Flow op 21 november 1918. Voorop de Seydlitz. Daarachter de Moltke, de Hindenburg en de Derfflinger.

De Hochseeflotte was de belangrijkste oorlogsvloot van de Kaiserliche Marine gedurende de Eerste Wereldoorlog. De thuishaven van de vloot was Wilhelmshaven en de bevelhebbers waren de admiralen Friedrich von Ingenohl (1913–1915), Hugo von Pohl (1915–1916), Reinhard Scheer (1916–1918) en Franz von Hipper (1918). Hij vormde een dusdanige dreiging voor de Britse Royal Navy dat de Grand Fleet in de Noordzee moest blijven tijdens de oorlog, terwijl men dringende taken in andere delen van de wereld moest laten liggen vanwege het gebrek aan schepen.

## Strategische positie
Het aantal schepen van de Hochseeflotte ten opzichte van de Britse Grand Fleet stond in een verhouding van twee tegen drie. Tijdens een aantal momenten in de oorlog waren de aantallen vrijwel gelijk op de Noordzee doordat de Britten schepen naar andere delen van de wereld stuurden. Tegen het einde van de oorlog hadden de Britten weer een overwicht. De Duitsers riskeerden geen directe confrontatie en gaven de voorkeur aan een strategie van aanvallen op de Noordzee met als doel een deel van de Britse vloot te isoleren en te vernietigen. De zeeslagen bij Helgoland (28 augustus 1914), Doggersbank (24 januari 1915) en Jutland (31 mei 1916) veranderden de strategische positie niet.
Terwijl de Britse blokkade voor armoede zorgde in Duitsland concentreerde de Kaiserliche Marine zich op de onbeperkte duikbotenoorlog in een poging de Eerste slag van de Atlantische Oceaan te winnen en werd de Hochseeflotte nog maar sporadisch ingezet.

## Muiterij
In oktober 1918, terwijl het leger aan het verliezen was en de bevolking verhongerde, besloot  Scheer tot een alles of niets aanval op de Grand Fleet. Omdat hij al wist dat het plan een veto zou krijgen, verzuimde hij de regering van Prins Max van Baden in te lichten. Toen echter het bevel om uit te varen werd gegeven op 30 oktober 1918 weigerden veel zeelieden of deserteerden. Er werd afgezien van het plan, maar de Kieler Matrozenopstand leidde tot de Novemberrevolutie, de val van de Duitse monarchie op 9 november en het einde van de oorlog op 11 november 1918.

## Scapa Flow

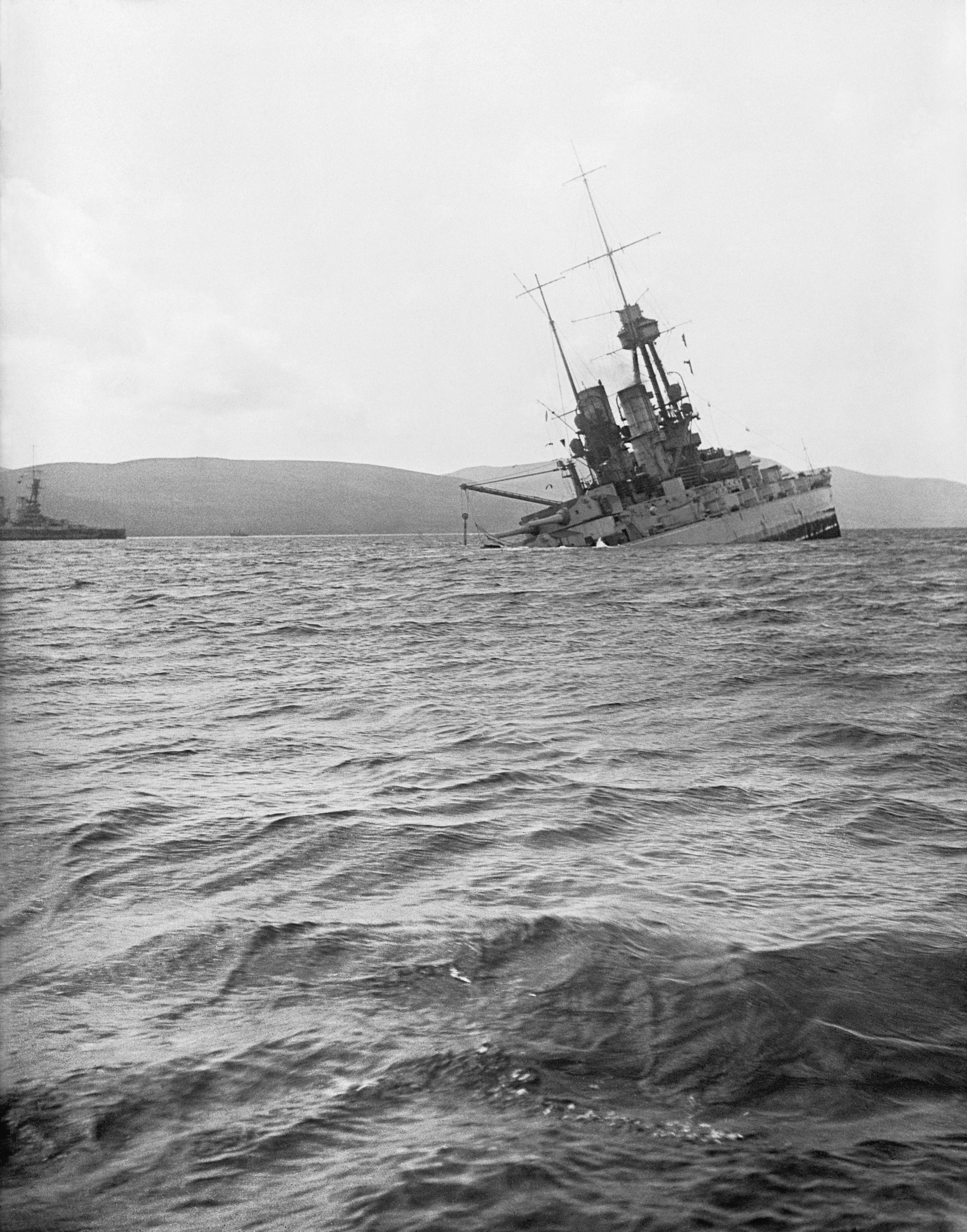
De SMS Bayern zinkt in Scapa Flow in 1919

Volgens de voorwaarden van de wapenstilstand van Compiègne ging de Hochseeflotte in internering bij de basis van de Royal Navy bij Scapa Flow op de Orkney-eilanden. In Operation ZZ op 21 november 1918 begeleidden zestig geallieerde schepen de 11 slagschepen, 5 slagkruisers, 8 kruisers en 48 torpedobootjagers van de Hochseeflotte naar de baai. Op 21 juni 1919 gaf Ludwig von Reuter het bevel om de schepen tot zinken te brengen om te voorkomen dat ze in Britse handen vielen. De negen zeelieden die hierbij omkwamen waren de laatste slachtoffers van de Eerste Wereldoorlog.

## Strategische blunder
De Zweedse historicus Alf W. Johansson beschouwt de creatie van de Hochseeflotte als een belangrijk voorbeeld van een strategische blunder. Vertaald uit zijn boek Europas krig ("Oorlogen van Europa"): "Admiral von Tirpitz' Hochseeflotte bleek een gigantische misrekening te zijn; een product van ijdelheid, zelfgenoegzaamheid en warrig militair denken. Het bleek nutteloos om politieke druk mee uit te oefenen: in plaats dat Groot-Brittannië dichter bij Duitsland kwam, werden ze naar Frankrijk gedreven. Toen de oorlog uitbrak, was het ongeschikt als militair instrument".